# کانگ گامچان
این یک نام کره‌ای است؛ نام خانوادگی کانگ است.
کانگ گامچان (۲۲ دسامبر ۹۴۸ – ۹ سپتامبر ۱۰۳۱) صاحب منصب دولت کره و فرمانده نظامی در اوایل دوره دودمان گوریو (۹۱۸-۱۳۹۲) بود. او را به دلیل پیروزی‌های نظامی‌اش در جنگ سوم گوریو-خیتان می‌شناسند.
در سال ۹۸۳ (سال سوم سلطنت پادشاه سونگ جونگ)، او در آزمون خدمات کشوری ایالتی گذرانده و پس از خدمت به عنوان یبوسیرنگ و هالی هاکسا، پیونگجانگسا شد.  سومین تهاجم سلسله لیائو دفع شد و در سال ۱۰۱۹ (دهمین سال سلطنت پادشاه هیئون جونگ)، ژئومگیو تائوی مون ها-وی، دونگناسا مونهاپیونگجانگسا چئون سو-هیون گائئنم سیکوپ سامبائخو او در خانه های سه هوندرو به ثبت رسید.  در سال ۱۰۲۰ (یازدهمین سال سلطنت شاه هیئون جونگ)، او به ژئومگیوتائبو، بنیانگذار Cheonsuhyeon تبدیل شد و به Sikup Obaekho (特進檢校太傅天水縣開國子食 سال ۲۰۱۳) تبدیل شد. علامت زدن او دانشمند شد و در سال ۱۰۳۱ (بیست و دومین سال سلطنت شاه هیئونجونگ) در دوران سلطنت تاسا ژئومگیو به مقام افتتاحیه چئونسو-گان رسید (特進檢校太師侍中天水龡نام پس از مرگ او اینهئون (仁憲) است. او در مقبره پادشاه هیئون جونگ و در زمان سلطنت پادشاه مونجونگ (文宗) ثبت شد. او پس از مرگ به Taesa (守太師) و Jungseoryeong (中書) ارتقا یافت.令).

## پیشینه و خاندان
نیاکان کانگ گام‌چان به خاندان «جینجو کانگ» (진주 강씨) بازمی‌گردد که از زمان پایان دوره گوگوریو و به ویژه ژنرال کانگ ایشیک(강이식)، فرمانده نظامی مشهور آن زمان، نشأت می‌گیرند. جد پنجم کانگ گام‌چان، «کانگ ی‌چئونگ» (강여청)، در اواخر دوره شیلا از آن منطقه به شهرستان شی‌هونگ (시흥군) مهاجرت کرد و فرزندانش در منطقه «کومجو» (금주) مستقر شدند.
پدر کانگ گام‌چان، «کانگ گونگ‌جین» (강궁진)، از نزدیکان شاه ته‌جو وانگ‌گان بود که در اتحاد سه پادشاهی پسین کره و تأسیس سلسله گوریو نقش مهمی ایفا کرد و عنوان «سامهان بکسنگ‌گون‌شین» (三韓壁上功臣) را دریافت کرد.

## اوایل زندگی
گنگ گام چان در ۲۲ دسامبر ۹۴۸ (۱۹ نوامبر در تقویم قمری) در گئومجو (نزدیک ناکسئونگ‌دای، گواناک گو، سئول کنونی) به عنوان پسر سامهان بیوکسانگونگسین (三韓壁上功臣) گانگ به دنیا آمد. جین  نام کودکی من یونچئون (殷川) بود.
جد پنجم، گانگ یو-چئونگ، به سیهونگ-گان نقل مکان کرد و یکی از اعضای برجسته گئومجو شد.  در سال ۹۸۳ (سال سوم سلطنت شاه سئونگ جونگ)، او در امتحان خدمات کشوری قبول شد و یبوسیرنگ شد.

## حمله دوم خیتان
در سال ۱۰۱۰ (اولین سال سلطنت شاه هیئون جونگ)، پادشاه سونگ جونگ از سلسله لیائو با ۴۰۰۰۰۰ سرباز به سئوگیونگ حمله کرد و از کودتای گانجیو به عنوان یک بهانه ظاهری استفاده کرد.  پادشاه هیئونگ جونگ گانگ جو را به عنوان هانگ یونگدوتونگسا (行營都統使) منصوب کرد و ۳۰۰۰۰۰ سرباز را برای متوقف کردن او به تونگجو (通州) هدایت کرد، اما به شدت شکست خورد.  گنگ گام چان با سایر وزیرانی که می خواستند تسلیم سلسله لیائو شوند مخالفت کرد و بر عقب نشینی استراتژیک موقت پافشاری کرد، بنابراین به ناجو پناه برد و از ساجیک محافظت کرد.  پس از اینکه ه گونگ جین دشمن را متقاعد کرد، ارتش لیائو از گوریو عقب نشینی کرد.  در حالی که ارتش لیائو در حال بازگشت بود، یانگ گیو (楊規) از پشت به ارتش در حال عقب نشینی یائو از گوریو حمله کرد و گوریو به پیروزی بزرگی دست یافت و لیائو با تلفات سنگین عقب نشینی کرد.
سال بعد، در سال ۱۰۱۱، او گوکجا ججو شد و به عنوان هالیمهاکسا، سئونگجی، جواسانگیسانگسی، جونگچوونسا و ایبو سانگسو خدمت کرد و در سال ۱۰۱۸ به سمت گیونگگی ارتقا یافت. او همزمان در سمت های اینناسا، دونگناسا،موناپیونگ جانسا، و سویونگ یوسو، یک افسر خارجی.  پست سوگیونگ یوسو فقط یک موقعیت اداری محلی ساده نیست، بلکه یک موقعیت مهم است که اقتدار فرماندهی نظامی را نیز اعمال می کند.

## منبع
- Gang Gam-chan